# Route/Root to Freedom
De Route/Root to Freedom (Route/Root to Freedom: A case study of how enslaved Africans gained their freedom on the dual national island of Sint Maarten/Saint Martin) is een gedetailleerd onderzoek naar de vlucht van 26 slaafgemaakten van het Nederlandse deel van het eiland Sint-Maarten naar het Franse deel (Saint-Martin) in 1848.

## Gebeurtenissen
Op 28 mei 1848 werd de afschaffing van de slavernij door Frankrijk ook doorgevoerd in de overzeese gebieden. Nederlands daarentegen kwam vijftien jaar later met dit besluit in 1863. Door het Verdrag van Concordia was het eiland van Sint-Maarten in twee delen verdeeld. Een noordelijk Frans deel en een zuidelijk Nederlands deel. Hierdoor werd op het eiland het gezag door twee verschillende landen uitgevoerd en had het een grens. Op 29 mei 1848 vertrok een groep van 26 slaafgemaakten van de Diamond Estate, een plantage op het Nederlandse deel te voet naar de Mount Fortune plantage op het Franse deel van Sint-Maarten. Eenmaal op Franse bodem waren de slaafgemaakten vrij. De Nederlandse autoriteiten onder leiding van Johannes Willem van Romondt verzochten hen terug te sturen. Maar het Franse gezag onder leiding van Sir Munier weigerde dit. Met het bereiken van de Franse bodem waren de 26 vrij.

## Memory of the World
De correspondentie tussen de bevelhebbers van het Nederlandse en Franse deel van Sint-Maarten alsmede die met de gouverneur van Curaçao is in 2017 opgenomen in het internationale Memory of the World register. Dit gelet op de ongebruikelijke wijze van het verkrijgen van de vrijheid als slaafgemaakten en de betekenis ervan voor de bewoners van Sint-Maarten en diens geschiedenis.